# Copelatus fulviceps
Copelatus fulviceps är en skalbaggsart som beskrevs av J. Balfour-browne 1938. Copelatus fulviceps ingår i släktet Copelatus och familjen dykare. Inga underarter finns listade i Catalogue of Life.